# 加藤史帆
加藤史帆（日语：／ Katō Shiho */?，1998年2月2日—）是日本女藝人，為女子偶像團體日向坂46前成員，東京都出身，所屬經紀公司為Seed & Flower。同時是時尚雜誌《CanCam》專屬模特兒。2016年以平假名櫸坂46一期生身分出道。2024年12月25日自日向坂46畢業。

## 經歷
2016年5月8日，加藤通過平假名櫸坂46一期生徵選，並在11日SHOWROOM直播中首次披露。
2017年9月16日，於幕張展覽館舉行的「GirlsAward 2017 AUTUMN／WINTER」中首次在時裝展覽中登台。10月20日至12月29日，以本人角色參與平假名櫸坂46一期生主演的電視劇《Re:Mind》，是首次出演電視劇。
2018年3月14日，收錄於AKB48第51張單曲《Ja-Ba-Ja》的坂道AKB歌曲《無國境時代》，加藤為平假名櫸坂46唯一入選的成員。4月，從大學畢業。8月15日，收錄於櫸坂46第7張單曲《矛盾心理》的平假名櫸坂46歌曲《快樂氛圍》，由加藤首次擔任Center（中心成員）。
2019年2月13日，獲時尚雜誌《CanCam》起用為專屬模特兒，並在2月23日發售的4月號登場。4月2日，開始在文化放送廣播節目《RECOMMEN!》擔任週二助理主持人
。10月8日，在《道玄坂Connection》（東京電視台）中首次擔任節目MC。
2021年4月19日，獲宣布為日向坂46第5張單曲《只有你最強》的Center，首次在日向坂46單曲擔任Center，也使加藤成為日向坂46第3位有唱片作品Center經驗者。5月21日發售的《CanCam》7月號，加藤首次擔任該雜誌的封面人物。
2022年2月2日，在24歲生日當天，開設個人Instagram帳號，也是日向坂46成員的首例。
2023年6月20日，發行第一本個人寫真集《#想見你》（#会いたい），於夏威夷歐胡島拍攝。首週銷量約4.6萬本，並連續兩周取得Oricon公信榜書籍週榜寫真集部門第一位。

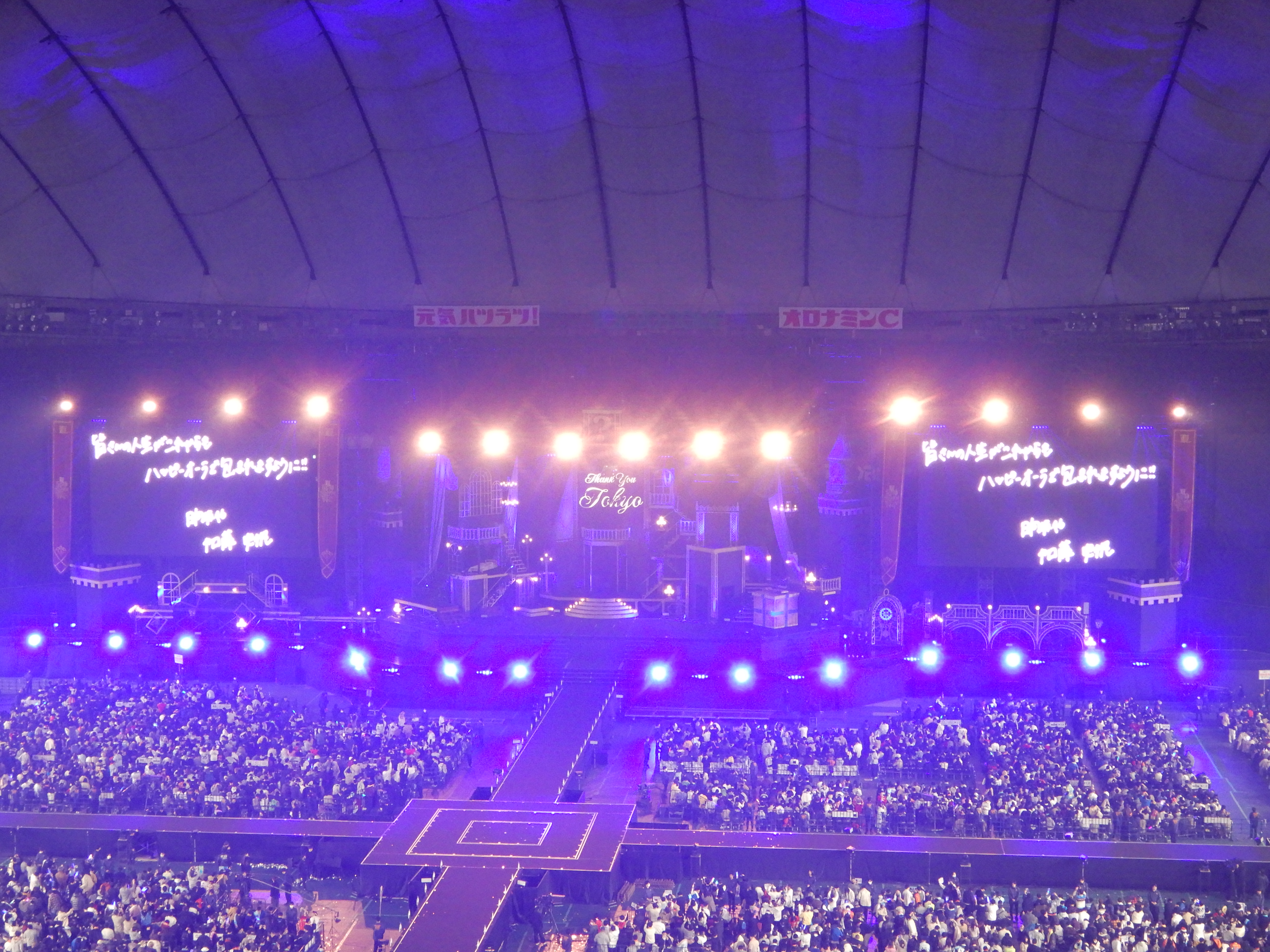
於東京巨蛋舉行的畢業典禮結束後（2024年12月25日）

2024年6月7日，宣布與森寬和共同主演將於7月4日播出的電視劇《彩香醬愛上了弘子前輩》，也是加藤首次擔任電視劇主演。8月6日，在日向坂46官網的個人部落格中宣布將於第12張單曲《絕對第六感》活動結束後畢業。12月23日，於日向坂46的冠名節目《在日向坂見面吧》中舉辦加藤的畢業環節，節目最後由主持人奧黛麗給與畢業證書，也是最後一次出演該節目。12月25日，於「Happy Magical Tour 2024」最終場東京巨蛋首日公演中舉辦畢業典禮，正式從日向坂46畢業，結束八年半的偶像生涯。
2025年1月31日，加藤位於日向坂46官方網站內的個人部落格正式關閉。2月2日，擔任練馬警察署一日警察署長。3月17日，開設個人官方網站與粉絲俱樂部。

## 人物
- 暱稱為加藤史（かとし）[50]、藤史醬（としちゃん）[2]、史史（しし）[2]，前兩者是從日文原名中取部分的音節簡略而來。AKB48的岡部麟則稱呼她為「Katoppe」（かとっぺ）[51]。在加入《RECOMMEN!（日语：レコメン!）》之後，節目組又為她起了一個外號叫「RECO姐」（レコ姉）。
- 特徵是經常想睡、以及講話很慢[52]。講話方式或動作經常以擬態詞「慢吞吞」（へにょへにょ）來形容[53]。
- 喜歡的食物是蔬菜，尤其是洋蔥[52]。
- 特技是軟式網球[54]，並練就了光速打收銀機的技能[52][54]。
- 在日向坂46的冠名節目《在日向坂見面吧》上，多次向主持人之一的若林正恭表示「想被他著迷」（ハマりたい），成為節目上常用的梗[55]。

## 演唱歌曲
標註「★」符號者，表示該首歌曲有拍攝MV。

### 單曲選拔樂曲
日向坂46
|      | 發行日期       | 單曲名稱              | 參與歌曲名稱              | 名義        | 收錄於 | MV | 備註                     |
| ---- | -------------- | --------------------- | ------------------------- | ----------- | ------ | -- | ------------------------ |
| 1st  | 2019年03月27日 | 心動了                | 心動了                    |             | 全版本 | ★  | A面曲                    |
| 1st  | 2019年03月27日 | 心動了                | JOYFUL LOVE               |             | 全版本 | ★  |                          |
| 1st  | 2019年03月27日 | 心動了                | 滑到耳邊的淚水            | （1期生）   | Type-A |    | Center                   |
| 1st  | 2019年03月27日 | 心動了                | Footsteps                 | 淺草姊妹    | Type-B | ★  |                          |
| 1st  | 2019年03月27日 | 心動了                | 悸動草                    |             | Type-C | ★  |                          |
| 2nd  | 2019年07月17日 | Do Re Mi Sol La Si Do | Do Re Mi Sol La Si Do     |             | 全版本 | ★  | A面曲                    |
| 2nd  | 2019年07月17日 | Do Re Mi Sol La Si Do | 狐狸                      |             | 全版本 | ★  |                          |
| 2nd  | 2019年07月17日 | Do Re Mi Sol La Si Do | My god                    | （1期生）   | Type-A |    |                          |
| 2nd  | 2019年07月17日 | Do Re Mi Sol La Si Do | 礙事的溫柔                |             | Type-C | ★  | Center                   |
| 3rd  | 2019年10月02日 | 如此喜歡你可以嗎？    | 如此喜歡你可以嗎？        |             | 全版本 | ★  | A面曲                    |
| 3rd  | 2019年10月02日 | 如此喜歡你可以嗎？    | 真正的時間                |             | 全版本 | ★  |                          |
| 3rd  | 2019年10月02日 | 如此喜歡你可以嗎？    | 媽媽的洋裝                | Lima Cantik | Type-C | ★  | Center                   |
| 3rd  | 2019年10月02日 | 如此喜歡你可以嗎？    | 川流不止息                |             | 通常盤 |    |                          |
| 4th  | 2020年02月19日 | 才沒這回事呢          | 才沒這回事呢              |             | 全版本 | ★  | A面曲                    |
| 4th  | 2020年02月19日 | 才沒這回事呢          | 青春之馬                  |             | 全版本 | ★  |                          |
| 4th  | 2020年02月19日 | 才沒這回事呢          | 喜歡的意思是…             | （1期生）   | Type-A |    |                          |
| 4th  | 2020年02月19日 | 才沒這回事呢          | 即使不開窗                |             | Type-B | ★  |                          |
| 5th  | 2021年05月26日 | 只有你最強            | 只有你最強                |             | 全版本 | ★  | A面曲 首次擔任單曲Center |
| 5th  | 2021年05月26日 | 只有你最強            | 聲音的足跡                |             | 全版本 | ★  |                          |
| 5th  | 2021年05月26日 | 只有你最強            | 嘆息的Delete              | （獨唱曲）  | Type-A |    |                          |
| 5th  | 2021年05月26日 | 只有你最強            | 怎麼辦？怎麼辦？怎麼辦？  | （1期生）   | Type-C | ★  |                          |
| 5th  | 2021年05月26日 | 只有你最強            | 巨大的夢想壓垮了我        |             | 通常盤 |    | Center                   |
| 6th  | 2021年10月27日 | 話說                  | 話說                      |             | 全版本 | ★  | A面曲                    |
| 6th  | 2021年10月27日 | 話說                  | 無論多少次無論多少次      |             | 全版本 | ★  |                          |
| 6th  | 2021年10月27日 | 話說                  | 意想不到的雙虹            |             | Type-A |    |                          |
| 6th  | 2021年10月27日 | 話說                  | 傷停補時                  |             | 通常盤 |    |                          |
| 7th  | 2022年06月01日 | 我這種人              | 我這種人                  |             | 全版本 | ★  | A面曲                    |
| 7th  | 2022年06月01日 | 我這種人              | 飛機雲的形成理由          |             | 全版本 | ★  |                          |
| 7th  | 2022年06月01日 | 我這種人              | 深夜的懺悔大會            | （1期生）   | Type-C | ★  |                          |
| 7th  | 2022年06月01日 | 我這種人              | 不知不覺被愛著            |             | 通常盤 |    |                          |
| 8th  | 2022年10月26日 | 星月共舞的Midnight    | 星月共舞的Midnight        |             | 全版本 | ★  | A面曲                    |
| 8th  | 2022年10月26日 | 星月共舞的Midnight    | HEY！OHISAMA！            |             | 全版本 |    |                          |
| 8th  | 2022年10月26日 | 星月共舞的Midnight    | 一生一次的夏天            |             | 通常盤 |    |                          |
| 9th  | 2023年04月19日 | One choice            | One choice                |             | 全版本 | ★  | A面曲                    |
| 9th  | 2023年04月19日 | One choice            | 戀愛逃之夭夭              |             | 全版本 | ★  |                          |
| 9th  | 2023年04月19日 | One choice            | 愛唯我擁有                | （1期生）   | Type-A |    |                          |
| 9th  | 2023年04月19日 | One choice            | 朋友啊 是夜空中第一顆星星 |             | 通常盤 | ★  |                          |
| 10th | 2023年07月26日 | Am I ready?           | Am I ready?               |             | 全版本 | ★  | A面曲                    |
| 10th | 2023年07月26日 | Am I ready?           | 接觸與感情                |             | Type-A |    |                          |
| 10th | 2023年07月26日 | Am I ready?           | 充滿骨架的暑假            | （1期生）   | Type-B |    |                          |
| 10th | 2023年07月26日 | Am I ready?           | 玻璃窗髒了                |             | 通常盤 | ★  |                          |
| 11th | 2024年05月08日 | 你是蜜瓜              | 你是蜜瓜                  |             | 全版本 | ★  | A面曲                    |
| 11th | 2024年05月08日 | 你是蜜瓜              | 緊隨我後                  |             | 通常盤 | ★  |                          |
| 12th | 2024年09月18日 | 絕對第六感            | 絕對第六感                |             | 全版本 | ★  | A面曲                    |
| 12th | 2024年09月18日 | 絕對第六感            | 永遠的蘇菲亞              |             | Type-A |    |                          |
| 12th | 2024年09月18日 | 絕對第六感            | 是誰先開口？              |             | Type-B |    | 獨唱曲                   |

平假名櫸坂46
| 發行日期       | 歌名                 | 名義                | 收錄於                       | MV | 備註               |
| -------------- | -------------------- | ------------------- | ---------------------------- | -- | ------------------ |
| 2016年08月10日 | 平假名櫸             | 平假名櫸坂46        | 櫸坂46《世界上只有愛》通常盤 |    |                    |
| 2016年11月30日 | 跳得比誰都還高！     | 平假名櫸坂46        | 櫸坂46《兩人季節》Type-B     | ★  |                    |
| 2017年04月05日 | W-KEYAKIZAKA之詩     | 櫸&平假名櫸坂組     | 櫸坂46《不協和音》全版本     | ★  |                    |
| 2017年04月05日 | 穩定交往中           | 平假名櫸坂46        | 櫸坂46《不協和音》Type-D     | ★  |                    |
| 2017年10月25日 | 依然要前進           | 平假名櫸坂46第1期生 | 櫸坂46《就算風吹》全版本     | ★  |                    |
| 2017年10月25日 | NO WAR in the future | 平假名櫸坂46        | 櫸坂46《就算風吹》Type-B     |    |                    |
| 2018年03月07日 | 看著當下             | 平假名櫸坂46第1期生 | 櫸坂46《打破玻璃！》Type-B   | ★  |                    |
| 2018年08月15日 | 快樂氛圍             | 平假名櫸坂46        | 櫸坂46《矛盾心理》Type-B     | ★  | 首次擔任歌曲Center |
| 2019年02月27日 | 想對你說的話         | 平假名櫸坂46        | 櫸坂46《黑羊》全版本         | ★  |                    |
| 2019年02月27日 | 擁抱你               | 平假名櫸坂46        | 櫸坂46《黑羊》Type-B         |    |                    |

坂道AKB
| 發行日期       | 歌名       | 名義    | 收錄於                        | MV | 備註 |
| -------------- | ---------- | ------- | ----------------------------- | -- | ---- |
| 2018年03月14日 | 無國境時代 | 坂道AKB | AKB48《Ja-Ba-Ja》Type-E       | ★  |      |
| 2019年03月13日 | 初戀之門   | 坂道AKB | AKB48《回憶上心頭DAYS》Type-B | ★  |      |

### 專輯選拔樂曲
日向坂46
|     | 發行日期       | 專輯名稱   | 參與歌曲名稱              | 名義      | 收錄於 | 備註                       |
| --- | -------------- | ---------- | ------------------------- | --------- | ------ | -------------------------- |
| 1st | 2020年09月23日 | HINATAZAKA | 心機小可愛                |           | 全版本 | ★                          |
| 1st | 2020年09月23日 | HINATAZAKA | 跳得比誰都還高！2020      |           | Type-A |                            |
| 1st | 2020年09月23日 | HINATAZAKA | 日向坂                    |           | Type-A |                            |
| 1st | 2020年09月23日 | HINATAZAKA | NO WAR in the future 2020 |           | Type-B |                            |
| 1st | 2020年09月23日 | HINATAZAKA | 不顧一切地                |           | Type-B |                            |
| 1st | 2020年09月23日 | HINATAZAKA | 為什麼說是下雨了啊？      |           | Type-B | 與齊藤京子、佐佐木美玲合唱 |
| 1st | 2020年09月23日 | HINATAZAKA | My fans                   |           | Type-B |                            |
| 1st | 2020年09月23日 | HINATAZAKA | 約定之卵 2020             |           | 通常盤 |                            |
| 2nd | 2023年11月08日 | 脈動的感情 | 你從零變為一吧            |           | 全版本 | ★                          |
| 2nd | 2023年11月08日 | 脈動的感情 | 最初的白晝                | （1期生） | Type-A |                            |

平假名櫸坂46
|     | 發行日期       | 專輯名稱   | 參與歌曲名稱             | 名義        | 收錄於 | 備註           |
| --- | -------------- | ---------- | ------------------------ | ----------- | ------ | -------------- |
| 1st | 2018年06月20日 | 起跑的瞬間 | 沒有期待的自己           |             | 全版本 | ★              |
| 1st | 2018年06月20日 | 起跑的瞬間 | 不准敲門！               |             | Type-A | Center         |
| 1st | 2018年06月20日 | 起跑的瞬間 | 萬聖節的南瓜破了         | Lima Cantik | Type-A | Center         |
| 1st | 2018年06月20日 | 起跑的瞬間 | 約定之卵                 |             | Type-A |                |
| 1st | 2018年06月20日 | 起跑的瞬間 | 男性朋友                 | （獨唱曲）  | Type-B | 個人首支獨唱曲 |
| 1st | 2018年06月20日 | 起跑的瞬間 | 來到夏天的邊界線         | （1期生）   | Type-B |                |
| 1st | 2018年06月20日 | 起跑的瞬間 | 像車輪摩擦般哭泣的你     |             | Type-B |                |
| 1st | 2018年06月20日 | 起跑的瞬間 | 到底是誰強迫這樣的排隊？ | （1期生）   | 通常盤 |                |
| 1st | 2018年06月20日 | 起跑的瞬間 | 平假名的戀愛             |             | 通常盤 |                |

櫸坂46
|     | 發行日期       | 專輯名稱 | 參與歌曲名稱         | 名義            | 收錄於 | 備註                               |
| --- | -------------- | -------- | -------------------- | --------------- | ------ | ---------------------------------- |
| 1st | 2017年07月19日 | 抹黑純真 | 沉默的戀人啊         | Lima Cantik     | Type-A |                                    |
| 1st | 2017年07月19日 | 抹黑純真 | 貓咪的名字           |                 | Type-A | 與菅井友香、守屋茜、佐佐木久美合唱 |
| 1st | 2017年07月19日 | 抹黑純真 | 太陽不會選擇抬頭的人 | 櫸&平假名櫸坂組 | Type-A |                                    |
| 1st | 2017年07月19日 | 抹黑純真 | 永遠的白線           | 平假名櫸坂46    | Type-B |                                    |

## 演出

### 電視劇
- Re:Mind（2017年10月20日－12月29日，東京電視台）：飾演 加藤史帆[12]
- DASADA系列（日本電視台）：飾演 高頭世玲奈[56][57]
  - DASADA（2020年1月16日－3月19日）[58]
  - DASADA ～迎向未來的倒數計時～（DASADA 〜未来へのカウントダウン〜；2020年7月2日－9月10日）[59]
- 現在開播（東京電視台）
  - 第1集（2024年3月9日）：飾演 Kasumi
  - 第2集（2024年3月16日）：飾演 Kasumi（主演）[60]
- 彩香最愛弘子前輩（2024年7月5日－8月23日，毎日放送）：飾演 兎田彩香（主演）[註 3][61]
  - 彩香最愛弘子前輩 2nd Stage（2025年6月27日－，毎日放送）[62]
- 肌肉訓練上班族 中山筋太郎 〜圣诞快乐篇〜（2024年12月19日、26日，讀賣電視台）：飾演 赤木リエ[63]
- 我有點心機的前女友 from 有點心機又如何？（日语：[[:ja:僕のあざとい元カノ from あざとくて何が悪いの?]|]]）（2025年1月24日－3月7日，朝日電視台）：飾演 園田芽生（主演）[註 4][64]
- 小資女也想釣高富帥（2025年7月3日－，中京電視台、日本電視台）：飾演 泉沙耶[65]

### 電視節目
- 道玄坂Connection（道玄坂コネクション；2019年10月9日－12月25日，東京電視台）- 助理主持[66]
- LOVE it!（日语：ラヴィット!）（；2021年3月30日－5月26日，TBS電視台）- 月值常規出演／週二[67][68]

### 網路劇
- 死幽學旅行（2021年3月31日－7月12日，smash.）：飾演 須田優希[69][70]

### 廣播節目
- RECOMMEN!（日语：レコメン!）（；2019年4月2日－2023年3月21日，文化放送）- 週二助理主持[71][72]

### 舞台劇
- AYUMI（2018年4月20日－5月6日，東京AiiA劇場）- 口琴隊[73]
- 魔法紀錄 魔法少女小圓外傳（2018年8月24日－9月9日，TBS赤坂ACT劇場）：飾演 巴麻美[74]
- 殘美（2018年11月16日－25日，東京巨蛋城表演廳）：飾演 飯野由香里（TEAM BLUE）[75][76]

### 活動
- GirlsAward
  - Rakuten GirlsAward 2017 AUTUMN／WINTER（2017年9月16日，幕張展覽館）[77]
  - Rakuten GirlsAward 2018 SPRING／SUMMER（2018年5月19日，幕張展覽館）[78]
  - Rakuten GirlsAward 2018 AUTUMN／WINTER（2018年9月16日，幕張展覽館）[79]
  - Rakuten GirlsAward 2019 SPRING／SUMMER（2019年5月18日，幕張展覽館）[80]
  - Rakuten GirlsAward 2019 AUTUMN／WINTER（2019年9月28日，幕張展覽館）[81]
  - Tokyo Virtual Runway Live by GirlsAward Vol.1（2020年6月27日，網路直播）[82]
  - Rakuten GirlsAward 2022 SPRING／SUMMER（2022年5月14日，幕張展覽館）[83]
  - Rakuten GirlsAward 2023 SPRING／SUMMER（2023年5月4日，國立代代木競技場第一體育館）[84]
  - Rakuten GirlsAward 2023 AUTUMN／WINTER（2023年9月30日，幕張展覽館）[85]
  - Rakuten GirlsAward 2024 SPRING／SUMMER（2024年5月3日，國立代代木競技場第一体育館）[86]
  - Rakuten GirlsAward 2024 AUTUMN／WINTER（2024年10月19日，幕張展覽館）[87]
  - Rakuten GirlsAward 2025 SPRING / SUMMER（2025年5月3日，国立代代木競技場第一体育館）[88]
- 東京女孩展演
  - TGC KITAKYUSHU 2018 by TOKYO GIRLS COLLECTION（2018年10月6日，西日本綜合展示場）[89]
  - SDGs 推進 TGC 靜岡 2019 by TOKYO GIRLS COLLECTION（2019年1月12日，Twin Messe靜岡）[90]
  - 第28回 Mynavi Tokyo Girls Collection 2019 SPRING／SUMMER（2019年3月30日，橫濱體育館）[91]
  - TGC KUMAMOTO 2019 by TOKYO GIRLS COLLECTION（2019年4月20日，熊本產業展示場）[92]
  - 第29回 Mynavi Tokyo Girls Collection 2019 AUTUMN／WINTER（2019年9月7日，埼玉超級競技場）[93]
  - TGC KITAKYUSHU 2019 by TOKYO GIRLS COLLECTION（2019年10月5日，西日本綜合展示場）[94]
  - SDGs推進 TGC 靜岡 2020 by TOKYO GIRLS COLLECTION（2020年1月11日，Twin Messe靜岡）[95]
  - 第30回 Mynavi Tokyo Girls Collection 2020 SPRING／SUMMER（2020年2月29日，國立代代木競技場第一體育館）[96]
  - 第31回 Mynavi Tokyo Girls Collection 2020 AUTUMN／WINTER ONLINE（2020年9月5日，埼玉超級競技場）[97]
  - 第32回 Mynavi Tokyo Girls Collection 2021 SPRING／SUMMER（2021年2月28日，國立代代木競技場第一體育館）[98]
  - 第33回 Mynavi Tokyo Girls Collection 2021 AUTUMN／WINTER（2021年9月4日，埼玉超級競技場）[99]
  - 第34回 Mynavi Tokyo Girls Collection 2022 SPRING／SUMMER（2022年3月21日，國立代代木競技場第一體育館）[100]
  - 第35回 Mynavi Tokyo Girls Collection 2022 AUTUMN／WINTER（2022年9月3日，埼玉超級競技場）[101]
  - SDGs推進 TGC 靜岡 2023 by TOKYO GIRLS COLLECTION（2023年1月14日，Twin Messe靜岡）[102]
  - oomiya presents TGC WAKAYAMA 2023 by TOKYO GIRLS COLLECTION（2023年2月11日，和歌山大鯨）[103]
  - 第36回 Mynavi Tokyo Girls Collection 2023 SPRING／SUMMER（2023年3月4日，國立代代木競技場第一體育館）[104]
  - 第37回 Mynavi Tokyo Girls Collection 2023 AUTUMN／WINTER（2023年9月2日，埼玉超級競技場）[105]
  - 第38回 Mynavi Tokyo Girls Collection 2024 SPRING／SUMMER（2024年3月2日，國立代代木競技場第一體育館）[106]
  - CREATEs presents TGC KITAKYUSHU 2024 by TOKYO GIRLS COLLECTION（2024年10月12日，西日本綜合展示場 新館）[107]
  - 第39回 Mynavi Tokyo Girls Collection 2025 SPRING / SUMMER（2025年3月1日，国立代代木競技場第一体育館）[108]
- 札幌Collection 2019 Presented by BitStar（2019年4月27日，北海道立綜合體育中心）[109]
- 殘美 THE ROOM 最後的選擇（2019年7月31日－8月11日，澀谷HIKARIE）[110]
- 橫濱DeNA海灣之星 vs 歐力士猛牛 開球儀式（2021年5月25日，橫濱球場）[111]

## 書籍

### 寫真集
- #想見你（#会いたい；2023年6月20日，小學館）[112][113]

### 雜誌連載
- CanCam（2019年2月23日－，小學館）- 專屬模特兒[18]

## 外部連結
- 加藤史帆官方網站（日語）
- 加藤史帆官方FC（日語）
- 加藤史帆的Instagram帳戶（2022年2月2日－）（日語）
- 加藤史帆官方的X（前Twitter）（2025年3月17日－）（日語）

日向坂46時期
- 日向坂46個人介紹頁（日語）
- 加藤史帆 官方部落格 （2016年8月2日－2025年1月31日）（日語）
- 日向坂46加藤史帆1st寫真集【公式】的X（前Twitter）（2023年4月25日－）（日語）
- 日向坂46加藤史帆1st寫真集公式的TikTok（2023年4月25日－）（日語）
- 加藤 史帆（日向坂46）的SHOWROOM專頁（日語）